# 里利 (喬治亞州)
里利（英語：Relee）是位於美國喬治亞州科菲縣的一個非建制地區。該地的面積和人口皆未知。

## 地理
里利的座標為31°45′40″N 82°55′59″W / 31.76111°N 82.93306°W，而該地的平均海拔高度為51米（即167英尺）。